# Chip de ADN
Un chip de ADN (del inglés DNA microarray) es una superficie sólida a la cual se une una colección de fragmentos de ADN. Las superficies empleadas para fijar el ADN son muy variables y pueden ser de vidrio, plástico e incluso de silicona. Los chips de ADN se usan para analizar la expresión diferencial de genes, y se monitorizan de manera simultánea los niveles de miles de ellos. Su funcionamiento consiste, básicamente, en medir el nivel de hibridación entre la sonda específica (probe, en inglés), y la molécula diana (target), y se indican generalmente mediante fluorescencia y a través de un análisis de imagen, lo cual indica el nivel de expresión del gen.
Suelen utilizarse para identificar genes con una expresión diferencial en condiciones distintas. Por ejemplo, para detectar genes que producen ciertas enfermedades mediante la comparación de los niveles de expresión entre células sanas y células que están desarrollando ciertos tipos de enfermedades. Un ejemplo de su aplicación es en SNPs arrays para polimorfismos en enfermedades cardiovasculares, cáncer, patógenos y análisis GWAS. También para identificación de variaciones estructurales y medición de expresión de genes. 

## Antecedentes históricos
La tecnología del chip de ADN tiene su origen en una técnica muy usada en biología molecular, el Southern blot. En la era pregenómica la biología estudiaba los genes individualmente, uno a uno, por lo que los podía estudiar a fondo. Lo que caracteriza la era postgenómica no es lo que se puede medir sino la cantidad de mediciones simultáneas que se pueden realizar. Para cumplir este objetivo y poder estudiar muchos genes a la vez fue necesario un cambio de paradigma: con los mismos recursos, obtener una imagen de menor resolución pero con una perspectiva más general.

## Fabricación
Los chips de ADN se fabrican usando una gran variedad de tecnologías. El gran desarrollo de esta técnica ha llegado al normalizarse el uso de robots que se encargan de la mayor parte del proceso de manipulación de los chips (sintetizar el ADN molde que se une al chip, unirlo, añadir los reactivos necesarios, etcétera).
Los chips de ADN se pueden usar para detectar ARN, que puede traducirse o no en proteínas. Los científicos se refieren a esta clase de análisis como análisis de expresión o análisis del transcriptoma, y tiene por objeto establecer un patrón o perfil de los genes transcritos presentes en un tipo de células determinado. Se suele retrotranscribir el ARN a ADN para estos casos, de manera que lo que se utiliza como muestra es ADNc.
El uso de chips de ADN para estudiar la expresión de diversos genes se publicó en 1995, en la prestigiosa revista científica Science, y el primer organismo eucariota con todo el genoma (Saccharomyces cerevisiae) dispuesto en un chip de ADN se publicó en 1997 en la misma revista.

## Tipos

### Microarrays de dos canales

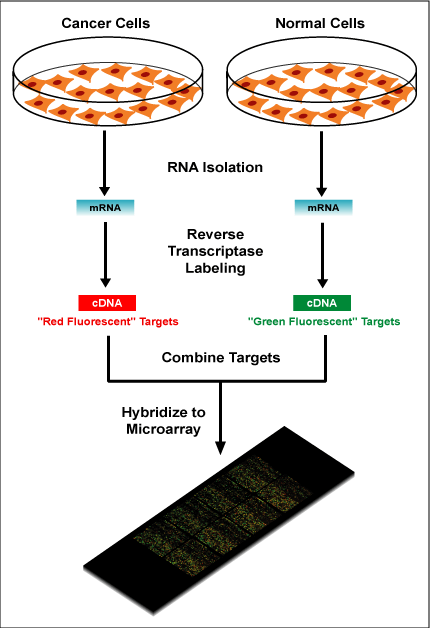
Diagrama de una experimento típico de chip de ADN con doble canal

En este tipo de chips de ADN (en inglés spotted microarrays), las sondas son oligonucleótidos, ADN complementario (ADNc) o pequeños fragmentos de reacción en cadena de la polimerasa, que corresponden con ARN mensajero (ARNm). En este tipo de chip de ADN se utilizan preparaciones de ADNc obtenido a partir de dos muestras biológicas distintas; por ejemplo, de células cultivadas en dos distintas condiciones. El ADNc de cada muestra se marca con un fluoróforo diferente, y las dos preparaciones de ADNc marcadas se mezclan e hibridan sobre el mismo chip de ADN. Una vez realizado este primer paso, se procede al escaneo del resultado y a la visualización del mismo. De esta forma se pueden detectar genes que se activan o se reprimen en distintas condiciones. La contrapartida de estos experimentos es que no se pueden observar niveles absolutos en la expresión y requieren qPCR para un análisis cuantitativo absoluto.

### Chips de oligonucleótidos de ADN
En los chips de oligonucleótidos de ADN o micromatrices de canal único, las sondas se diseñan a partir de una secuencia conocida o un ARNm predicho. Estos chips de ADNs dan estimaciones del nivel de expresión, pero en una misma matriz no pueden observarse distintas condiciones, por lo que por cada condición se debe utilizar un chip.
Idea principal: las sondas se sintetizan in situ (en el chip).
No están basadas en la hibridación competitiva. Esto quiere decir: un chip, una muestra.
Las secuencias se construyen en la superficie del chip mediante el elongamiento secuencial de una cadena en crecimiento con un solo nucleótido utilizando fotolitografía.

### GeneChips de Affymetrix
- Affymetrix es la compañía líder en este tipo de chips.
- Se denominan genéricamente "GeneChips".
- Cada gen representado por un conjunto de secuencias cortas que lo caracterizan.
- Algunos chips: genomas completos con más de 50.000 grupos de sondas.

### Microarray cromosómico
El microarray cromosómico o CMA (del inglés, Chromosomal Microarray) es una técnica que se usa para detectar variantes en el número de copias o CNV (del inglés, Copy Number Variants), ya sean pérdidas o ganancias de material cromosómico, en el ADN que pueden ser benignas, patogénicas o de importancia clínica incierta.
Siendo mucho más sensible que los cariotipos, el CMA detecta tanto las CNV grandes como las pequeñas. Dependiendo del método usado, el CMA puede implicar el escaneo del genoma completo (también llamado CMA citogenómico), regiones diana en el genoma, o cromosomas o segmentos cromosómicos específicos. Los métodos de CMA más usados clínicamente incluyen el array de oligonucleótidos, el array de SNP (Single-Nucleotide Polymorphism), y la combinación de ambos.
Los SNP arrays son un tipo particular de matrices que se utilizan para identificar variaciones individuales y a través de poblaciones. Los oligonucleótidos pequeños son capaces de identificar polimorfismos de un solo nucleótido (en inglés SNPs, single nucleotide polymorphisms) que podrían ser los responsables de variaciones genéticas dentro de una población, la fuente de susceptibilidad a distintas enfermedades genéticas e incluso a ciertos tipos de cáncer. En general, la aplicación de estas técnicas de genotipado es forense, ya que son rápidas en descubrir o medir la predisposición de enfermedades o incluso permitir el uso de ciertos medicamentos para tratar ciertas enfermedades según sea el ADN del enfermo o donante. Los chips de ADN de SNPs también se utilizan para la identificación de mutaciones somáticas en cáncer, sobre todo la pérdida de heterocigosis, la amplificación o la deleción de regiones de ADN en el genoma individual de pacientes afectados, es decir, la detección de aberraciones cromosómicas.

## Aplicaciones
Los chips de ADN se han aplicado al estudio de casi cualquier tipo de problema biológico. El número de publicaciones anuales es muy alto y continúa creciendo. Algunas de sus aplicaciones más frecuentes son:
- Estudio de genes, que se expresan diferencialmente en condiciones diversas (sanos/enfermos, mutantes/salvajes, tratados/no tratados).
- Clasificación molecular en enfermedades complejas. Identificación de genes característicos de una patología (firma o signature).
- Predicción de respuesta a un tratamiento.
- Detección de mutaciones y polimorfismos de un único gen (SNP).

## Bases de datos públicas para el análisis de chips de ADN
- Base de datos Stanford Microarray (en inglés) Archivado el 24 de enero de 2007 en Wayback Machine.
- Base de datos Yale Microarray (en inglés)
- Base de datos UNC Microarray (en inglés) Archivado el 2 de septiembre de 2006 en Wayback Machine.
- Base de datos MUSC (en inglés) Archivado el 8 de febrero de 2007 en Wayback Machine.
- Gene Expression Omnibus - NCBI (en inglés)
- ArrayExpress - EBI (en inglés)
- University of Tennessee Microarray Database (en inglés)
- microarray databases Repositorio de bases de datos de microarrays (en inglés)

## Lista de compañías que desarrollan tecnología de chips de ADN
- Affymetrix
- Agilent Technologies
- CombiMatrix
- Eppendorf
- febit

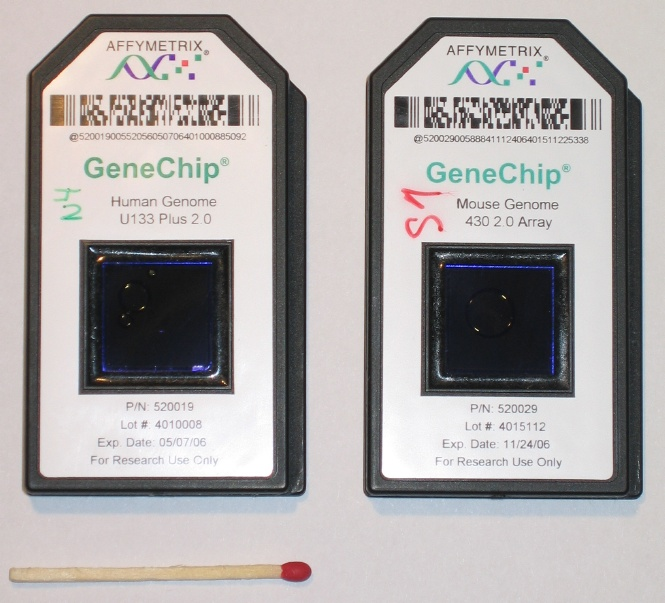
Chip de ADN de Affymetrix, empleado para detectar expresión de genes de seres humanos (a la izquierda) y de ratón (a la derecha).

- GE Healthcare (antes Amersham plc)
- GenePix
- Illumina
- Nanogen
- Nimblegen Systems
- Ocimum Biosolutions (adquirida por MWG Biotech)
- Roche Diagnostics